# Oussama Chita
Oussama Chita (en arabe : أسامة شيتة), né le 31 octobre 1996 à Khemis Miliana (Algérie), est un footballeur international algérien, évoluant au poste de milieu défensif à l'USM Alger.

## Biographie

### MC Alger
En 2012, Oussama Chita rejoint l'équipe de jeunes du MC Alger en provenance du SKAF Khemis Miliana, en décembre 2013 Chita signe son premier contrat professionnel. Le 1er mars 2014, Chita a disputé son premier match professionnel contre l'ASO Chlef en tant que remplaçant. Bien qu'il n'ait disputé qu'un seul match en Coupe d'Algérie, Chita a remporté le premier titre de sa carrière de footballeur après avoir gagné contre la JS Kabylie. Le 30 janvier 2016, Chita a marqué le premier but de sa carrière contre la JS Saoura dans un match qui s'est soldé par une défaite 1–2. Le 12 mars, lors du match contre le DRB Tadjenanet, Oussama Chita a subi une grave blessure qui a nécessité sa sortie sur civière. Les résultats de l'IRM ont révélé une déchirure du ligament croisé du genou gauche nécessitant en moyenne plus de six mois de convalescence. De ce fait, le jeune milieu de terrain international ne jouera plus cette saison.

### USM Alger
Le 4 juillet 2017, Oussama Chita rejoint l'USM Alger en provenance du voisin MC Alger pour un contrat de quatre ans, Chita explique avoir quitté le club "à cause de certaines personnes", avec le sentiment de ne pas avoir été suffisamment considéré. Le 3 novembre 2017, Chita dispute son premier match avec son nouveau club en Ligue 1 contre l'Olympique de Médéa où il participe en tant que remplaçant. Une semaine plus tard, Chita a participé au premier match en tant que titulaire contre le CS Constantine. Lors de sa deuxième saison, Chita a marqué son premier but contre l'USM Bel Abbès à l'extérieur dans un match qui s'est terminé par un match nul. Le 2 mars 2019, Chita a quitté le match de Ligue 1 contre le Paradou AC en raison d'une blessure et après avoir subi une IRM il a été constaté qu'il avait une coupure au ligament croisé. Le 22 octobre 2019, Oussama Chita a repris l'entraînement avec ses coéquipiers après une longue absence en raison d'une grave blessure contractée la saison dernière au genou. 
Le 5 novembre 2020, Chita renouvelle son contrat pour trois saisons jusqu'en 2023. Victime d'une grave blessure au genou, Chita doit attendre de nombreux mois avant de retrouver la compétition en début d'année. Le 3 juin 2023, Chita a remporté le premier titre international en remportant la Coupe de la Coupe de la confédération 2022-2023 après avoir battu les Young Africans SC de Tanzanie. Avec la fin de son contrat, Chita a commencé à parler de sa nouvelle destination à l'étranger. Le club suisse du FC Lugano s'est montré intéressé à l'inclure, notamment la situation actuelle du joueur qui incite les dirigeants du club à le recruter. Cependant le 16 août 2023, Oussama Chita renouvelle son contrat pour deux saisons jusqu'en 2026 avec neuf autres joueurs. Le 15 septembre 2023, Chita a remporté le titre de la Supercoupe de la CAF après sa victoire contre Al Ahly SC, c'est le deuxième titre africain avec l'USM Alger en trois mois.

### En équipe nationale
En 2015, Pierre-André Schürmann l'entraîneur de l'Équipe d'Algérie olympique de football, a convoqué Oussama Chita pour participer à la Coupe d'Afrique des Nations qualificative pour les Jeux olympiques d'été. Lors du premier match contre l'Égypte, Chita a marqué le but égalisateur et a participé à tous les matches et a été battu en finale contre le Nigéria. Malgré cela, l'équipe algérienne s'est qualifiée pour les Jeux Olympiques pour la première fois depuis 36 ans. Quelques mois avant le début du tournoi, Chita a subi une grave blessure qui était une coupure au ligament croisé qui le maintiendra hors de combat pendant au moins six mois, ce qui signifie son absence officielle des Jeux Olympiques. Le 18 novembre 2018, Oussama Chita a été convoqué pour la première fois par Djamel Belmadi en Équipe d'Algérie pour le match de qualification de la Coupe d'Afrique contre le Togo.
Le 2 janvier 2023, Oussama Chita a été sélectionné parmi les 28 joueurs pour participer au Championnat d'Afrique des nations 2022. Où il n'a joué qu'un seul match en phase de groupes et a atteint la finale, où ils ont perdu le titre contre le Sénégal. Le 30 mai 2023 la FAF publie la liste de Belmadi pour les deux matches du mois de juin, où Oussama Chita a été convoqué pour la première fois depuis quatre ans. Cette fois en raison d'une éventuelle blessure de Victor Lekhal, Chita a déjà parcouru un long chemin. Il figurait sur les toutes premières listes de Belmadi fin 2018, Belmadi a déclaré qu'il admirait son profil de joueur et que sans sa grave blessure au genou, il aurait été présent à la Coupe d'Afrique des nations 2019,.

## Statistiques

### En club
| Saison                | Club                  | Championnat           | Championnat | Championnat | Championnat | Coupe nationale | Coupe nationale | Coupe nationale | Coupe de la Ligue | Coupe de la Ligue | Coupe de la Ligue | Supercoupe | Supercoupe | Supercoupe | Compétition(s) continentale(s) | Compétition(s) continentale(s) | Compétition(s) continentale(s) | Compétition(s) continentale(s) | Autres compétitions | Autres compétitions | Autres compétitions | Autres compétitions | Algérie | Algérie | Algérie | Total | Total | Total |
| Saison                | Club                  | Division              | M.          | B.          | P.d.        | M.              | B.              | P.d.            | M.                | B.                | P.d.              | M.         | B.         | P.d.       | Comp.                          | M.                             | B.                             | P.d.                           | Comp.               | M.                  | B.                  | P.d.                | M.      | B.      | P.d.    | M.    | B.    | P.d.  |
| 2013-2014             | MC Alger              | Ligue 1               | 8           | 0           | 0           | 1               | 0               | 0               | -                 | -                 | -                 | -          | -          | -          | -                              | -                              | -                              | -                              | -                   | -                   | -                   | -                   | -       | -       | -       | 9     | 0     | 0     |
| 2014-2015             | MC Alger              | Ligue 1               | 13          | 0           | 0           | -               | -               | -               | -                 | -                 | -                 | -          | -          | -          | C2                             | 2                              | 0                              | 0                              | -                   | -                   | -                   | -                   | -       | -       | -       | 15    | 0     | 0     |
| 2015-2016             | MC Alger              | Ligue 1               | 11          | 0           | 1           | 3               | 0               | 1               | -                 | -                 | -                 | -          | -          | -          | -                              | -                              | -                              | -                              | -                   | -                   | -                   | -                   | -       | -       | -       | 14    | 0     | 2     |
| 2016-2017             | MC Alger              | Ligue 1               | 6           | 0           | 0           | 0               | 0               | 0               | -                 | -                 | -                 | -          | -          | -          | C2                             | 3                              | 0                              | 0                              | -                   | -                   | -                   | -                   | -       | -       | -       | 9     | 0     | 0     |
| Sous-total            | Sous-total            | Sous-total            | 38          | 0           | 1           | 4               | 0               | 1               | -                 | -                 | -                 | -          | -          | -          | -                              | 5                              | 0                              | 0                              | -                   | -                   | -                   | -                   | -       | -       | -       | 47    | 0     | 2     |
| 2017-2018             | USM Alger             | Ligue 1               | 18          | 0           | 0           | 3               | 0               | 0               | -                 | -                 | -                 | -          | -          | -          | -                              | -                              | -                              | -                              | -                   | -                   | -                   | -                   | -       | -       | -       | 21    | 0     | 0     |
| 2018-2019             | USM Alger             | Ligue 1               | 21          | 1           | 0           | 3               | 0               | 0               | -                 | -                 | -                 | -          | -          | -          | C2                             | 6                              | 0                              | 0                              | UAFA                | 3                   | 1                   | 0                   | 2       | 0       | 0       | 35    | 2     | 0     |
| 2019-2020             | USM Alger             | Ligue 1               | 6           | 0           | 0           | 2               | 0               | 0               | -                 | -                 | -                 | -          | -          | -          | C1                             | 2                              | 0                              | 0                              | -                   | -                   | -                   | -                   | -       | -       | -       | 10    | 0     | 0     |
| 2020-2021             | USM Alger             | Ligue 1               | 18          | 0           | 0           | -               | -               | -               | 2                 | 0                 | 0                 | 1          | 0          | 0          | -                              | -                              | -                              | -                              | -                   | -                   | -                   | -                   | -       | -       | -       | 21    | 0     | 0     |
| 2021-2022             | USM Alger             | Ligue 1               | 14          | 0           | 0           | -               | -               | -               | -                 | -                 | -                 | -          | -          | -          | -                              | -                              | -                              | -                              | -                   | -                   | -                   | -                   | -       | -       | -       | 14    | 0     | 0     |
| 2022-2023             | USM Alger             | Ligue 1               | 18          | 1           | 0           | -               | -               | -               | -                 | -                 | -                 | -          | -          | -          | C2                             | 16                             | 0                              | 0                              | -                   | -                   | -                   | -                   | 1       | 0       | 0       | 35    | 1     | 0     |
| 2023-2024             | USM Alger             | Ligue 1               | 22          | 0           | 0           | -               | -               | -               | -                 | -                 | -                 | -          | -          | -          | C2                             | 7                              | 1                              | 0                              | SCAF                | 1                   | 0                   | 0                   | -       | -       | -       | 30    | 1     | 0     |
| 2024-2025             | USM Alger             | Ligue 1               | 11          | 0           | 0           | 4               | 0               | 0               | -                 | -                 | -                 | -          | -          | -          | C2                             | 6                              | 0                              | 0                              | -                   | -                   | -                   | -                   | -       | -       | -       | 21    | 0     | 0     |
| Sous-total            | Sous-total            | Sous-total            | 128         | 2           | 0           | 12              | 0               | 0               | 2                 | 0                 | 0                 | 1          | 0          | 0          | -                              | 37                             | 1                              | 0                              | -                   | 4                   | 1                   | 0                   | 3       | 0       | 0       | 187   | 4     | 0     |
| Total sur la carrière | Total sur la carrière | Total sur la carrière | 166         | 2           | 1           | 16              | 0               | 1               | 2                 | 0                 | 0                 | 1          | 0          | 0          | -                              | 42                             | 1                              | 0                              | -                   | 4                   | 1                   | 0                   | 3       | 0       | 0       | 234   | 4     | 2     |

## En sélection nationale
| Saison                | Sélection             | Phases finales        | Phases finales | Phases finales | Phases finales | Éliminatoires CDM | Éliminatoires CDM | Éliminatoires CDM | Éliminatoires CAN | Éliminatoires CAN | Éliminatoires CAN | Matchs amicaux | Matchs amicaux | Matchs amicaux | Total | Total | Total |
| Saison                | Sélection             | Compétition           | M              | B              | Pd             | M                 | B                 | Pd                | M                 | B                 | Pd                | M              | B              | Pd             | M     | B     | Pd    |
| --------------------- | --------------------- | --------------------- | -------------- | -------------- | -------------- | ----------------- | ----------------- | ----------------- | ----------------- | ----------------- | ----------------- | -------------- | -------------- | -------------- | ----- | ----- | ----- |
| 2018-2019             | Algérie               | CAN 2019              | -              | -              | -              | -                 | -                 | -                 | 1                 | 0                 | 0                 | 1              | 0              | 0              | 2     | 0     | 0     |
| 2022-2023             | Algérie               | -                     | -              | -              | -              | -                 | -                 | -                 | 1                 | 0                 | 0                 | 0              | 0              | 0              | 1     | 0     | 0     |
| Total sur la carrière | Total sur la carrière | Total sur la carrière | -              | -              | -              | -                 | -                 | -                 | 2                 | 0                 | 0                 | 1              | 0              | 0              | 3     | 0     | 0     |

### Matchs internationaux
La liste ci-dessous dénombre toutes les rencontres de l'Équipe d'Algérie de football auxquelles Oussama Chita prend part, du 18 novembre 2018 jusqu'à présent.

## Palmarès
MC Alger
- Coupe d'Algérie (2) :
  - Vainqueur : 2014, 2016
  - Finaliste : 2013

- Supercoupe d'Algérie (1)
  - Vainqueur : 2014
  - Finaliste : 2016

- Championnat d'Algérie (1) :
  - Champion : 2019.

- Supercoupe d'Algérie :
  - Finaliste : 2019.

- Coupe de la confédération (1) :
  - Champion : 2023.

- Supercoupe de la CAF (1) :
  - Champion : 2023.

### En sélection
| Algérie olympique - Coupe d'Afrique des nations -23 ans - Finaliste en 2015 |